# サンサンオアシスキュイーンVer.
『サンサンオアシスキュイーンVer.』は、2010年にパイオニアが開発・販売した完全告知型の5号機。『スペシャルオアシス』の後継機であり、沖スロ『サンサンハナハナ-30』の兄弟機となっている。⌀25メダルを使用する沖スロタイプ。保通協における型式名は「オアシスE」。

## 概要
告知は、パイオニア沖スロ（タイプ）の伝統でリールパネル上部左右にある「ハイビスカス」ランプが点灯・点滅すればボーナス確定となる。点灯・点滅には多彩なバリエーションがあり、通常時と異なる光り方でビッグボーナスが確定し、兄弟機である『サンサンハナハナ-30』の同様、多彩な点滅するパターンがある。ビッグは2枚掛け、レギュラーは1枚掛けとなり、ビッグは345枚を越える払い出し（純増最大312枚）、レギュラーは119枚を越える払い出し（一度だけ14枚役のスイカを揃えれば純増最大125枚）で終了する。
なお、5号機ハナハナシリーズ同様、スペシャルオアシスまではビッグボーナス及びレギュラーボーナスはそれぞれ1種類だったが、本機から4号機オアシスで採用されていた緑7が復活し、ビッグ・レギュラーが1種類ずつ増え、それぞれのBGMが採用されている。ただし、フラグは共通のため、ビッグ・レギュラーともどちらの図柄でも揃えることが可能。本機の最大の特徴として、これまで他メーカーや、ホールでの後付けで採用されていた、沖スロとしてはライバルとなるオリンピアのパトライトシリーズの告知音「キュイン」を採用した。
また、ハナハナシリーズとの大きな違いの一つとして、告知タイミングがあり、成立ゲームレバーオン時が40 %、第３停止時が30 %、次ゲームレバーオン時が30 %となっており、リーチ目を見られる機会が多いことと、小役とボーナスの重複当選を採用している。

## 告知演出
本機でのボーナス確定告知は、歴代機同様、基本的にリールパネル上左右にある「ハイビスカス」ランプ点滅・点灯によって行われる。通常点滅以外はビッグボーナス確定となる。また、ハイビスカスランプ点滅・点灯時には必ずキュイキュイキュインという告知音が発生する。

## ボーナス確率
| 設定 | BIG確率 | REG確率 | 合成確率 | 機械割 |
| ---- | ------- | ------- | -------- | ------ |
| 1    | 1/297   | 1/496   | 1/186    | 97 %   |
| 2    | 1/287   | 1/464   | 1/177    | 99 %   |
| 3    | 1/276   | 1/434   | 1/168    | 101 %  |
| 4    | 1/265   | 1/399   | 1/159    | 104 %  |
| 5    | 1/253   | 1/370   | 1/150    | 107 %  |
| 6    | 1/240   | 1/344   | 1/141    | 110 %  |

※各数値はメーカー発表値。